# پیتر شرر
پیتر شرر (مجاری: Péter Scherer؛ زادهٔ ۱۶ نوامبر ۱۹۶۱) بازیگر اهل مجارستان است. وی از سال ۱۹۹۶ میلادی تاکنون مشغول فعالیت بوده‌است.

## زندگی‌نامه
پدرش یوزف شرر و مادرش زوزانا یانی است. در سال ۱۹۸۰ از دبیرستان لایوش ناگی در سومبات‌هی فارغ‌التحصیل شد و در سال ۱۹۸۷ مدرک مهندسی عمران خود را از دانشگاه فناوری و اقتصاد بوداپست دریافت کرد. همزمان، از سال ۱۹۸۴ تا ۱۹۹۴ عضو گروه تئاتر آرویسورا بود. در سال ۱۹۹۵ مدرک بازیگری را از انجمن بازیگران مجارستان دریافت کرد. از سال ۱۹۹۵ تا ۱۹۹۷ به صورت آزاد کار می‌کرد. از سال ۱۹۹۷ یکی از اعضای بنیان‌گذار تئاتر بارکا است. از سال ۲۰۰۲ بازیگر تئاتر کرِتاکُر بوده و از سال ۲۰۰۹ عضو شرکت نیژومووِزِتی کی‌اف‌تی است.
از فیلم‌ها یا برنامه‌های تلویزیونی که وی در آن نقش داشته‌است، می‌توان به کنترل، هم‌طلاقان و آزمون اشاره کرد.